# Apistogramma hongsloi
L'Apistogramma hongsloi è un pesce tropicale d'acqua dolce appartenente alla famiglia Cichlidae

## Distribuzione e habitat
Vive in Colombia, in alcuni fiumi appartenenti al bacino dell'Orinoco. 

## Descrizione
Il maschio è più brillantemente colorato rispetto alla femmina. La pinna dorsale ha toni azzurri e rossi alternati, il rosso è presente anche sulla gola del pesce e nella zona ventrale. I fianchi sono azzurri nella metà posteriore del corpo e giallastri in quella anteriore. Una fascia scura attraversa il corpo dalla bocca al peduncolo caudale. Per una descrizione generale vedi la voce del genere Apistogramma Misura fino a 5 cm.

## Acquariofilia
Ha bisogno di acqua tenera e leggermente acida. I genitori accudiscono la prole fino a quando non diviene autosufficiente.